# Grotte aux Pigeons
La grotte aux Pigeons est le nom d'un site naturel constitué par deux îlots de calcaire que baigne la mer Méditerranée, les rochers de Raouché (en arabe : صخرة الروشة), au large de la Corniche de Beyrouth, la capitale du Liban.